# پورتو الگره، سائوتومه و پرنسیپ
پورتو الگره٬ سائوتومه و پرنسیپ (به لاتین: Porto Alegre, São Tomé and Príncipe) یک روستا در سائوتومه و پرنسیپ است که در Caué District واقع شده‌است.